# تضخم عضلي كاذب
التضخم العضلي الكاذب (بالإنجليزية: Pseudohypertrophy)‏ هو زيادة في حجم عضو معين نتيجة ارتشاح أو ترسّب أنسجة غير طبيعية أو غير معتادة في ذلك العضو، وليس بسبب تضخم الأنسجة الأصلية نفسها. يُستخدم المصطلح غالبًا لوصف تضخم عضلي كاذب ناتج عن ترسّب الدهون أو النسيج الضام داخل العضلات، كما هو شائع في الحثل العضلي الدوشيني. وهذا يتناقض مع التضخم العضلي الحقيقي، حيث يزداد حجم النسيج العضلي نفسه.
وبالتالي، فإن العضلات التي تبدو أكبر في حالات التضخم الكاذب تكون في الحقيقة ضعيفة ومصابة بالضمور وليست أقوى. يحدث التضخم الكاذب عادة نتيجة مرض عضلي أو عصبي، أي أنه قد يكون ناتجًا عن مرض يصيب العضلات نفسها أو الأعصاب المغذية لها.
تشمل أسباب التضخم الكاذب: أمراض العضلات مثل: ضمور العضلات، فساد عضلي طرفي، الاعتلالات العضلية الأيضية، حثل التأتر العضلي، والميُوتونيات غير الحثلية ، بالإضافة إلى الاضطرابات الغدية، أمراض العضلات الطفيلية، الاعتلالات العضلية الناتجة عن ترسب النشواني والساركويد، والتهاب العضلات الحبيبي.
وتشمل الأسباب العصبية: اعتلال الجذور العصبية، شلل الأطفال، مرض شاركو-ماري-توث، والضمور العضلي الشوكي.
في التضخم الكاذب الذي تُستبدل فيه الأنسجة العضلية الضامرة بالنسيج الدهني، تبدو العضلات كبيرة ظاهريًا، ولكن عند الجس تكون لها قوام عجيني.
لكن ليس كل عضلة تُملى بالدهون أو أنسجة أخرى تُعتبر متضخمة كاذبًا؛ ففي حالة التنكس الدهني للعضلات، قد تبدو العضلات بحجم طبيعي أو نحيف، رغم أن الأنسجة العضلية قد تضررت وتم استبدالها بنسيج دهني، كما هو الحال في عضلات الساق لدى مرضى اعتلال بيثلم العضلي 1.
أما في تصلب العضلات، فيُستبدل النسيج العضلي بنسيج ليفي ضامّ، ويكون ملمس العضلة قاسيًا يشبه الخشب عند الجس، وتبدو العضلات نحيلة.

## الأصل اللغوي
يمكن تحليل مصطلح "التضخم الكاذب للعضلات" إلى الجذور واللواحق والبادئات التالية:
"زائف": وتعني "كاذب" أو "غير حقيقي"، وأصلها من الكلمة اليونانية "ψεύδω" (صودو)، والتي تعني "يكذب" أو "يخدع".
"مفرط": وتعني "مفرط" أو "يتجاوز الحد الطبيعي"، وأصلها من الكلمة اليونانية "ὑπέρ" (هايبر)، والتي تعني "فوق" أو "أعلى" أو "يتجاوز".
"تغذية" أو "نمو": وتعني "تغذية" أو "نمو" أو "تطور"، وأصلها من الكلمة اليونانية "τροφή" (تروفي)، والتي تعني "طعام" أو "تغذية".
وقد استخدم هذا المصطلح لأول مرة الطبيب دوشين دو بولون في وصفه لحالة الحثل العضلي الدوشيني، في أحد أعماله التي حملت عنوان: "الشلل العضلي الكاذب التضخمي".

## أسماء أخري
بالإضافة إلى تسميته بـ "التضخم الكاذب"، عندما يتم استبدال النسيج العضلي بالنسيج الدهني، فقد أُطلق عليه تاريخيًا عدة تسميات أخرى، منها:
- التنكس الدهني للعضلات
- الضمور الكاذب التضخمي
- التضخم الكاذب الشحمي
- التحوّل الشحمي البيني
- الحثل العضلي الشحمي
- الضمور الشحمي[12]

ويُعرف هذا أيضًا باسم الضمور الدهني للعضلات، ولكن يجب عدم الخلط بينه وبين ضمور الدهون، الذي يُقصد به ضمور الأنسجة الدهنية نفسها. في حالة الضمور الدهني للعضلات، يحدث ضمور في النسيج العضلي الحقيقي، ويتم استبداله تدريجيًا بنسيج دهني، مما يجعل العضلة تبدو أكبر حجمًا، بينما في الواقع تكون ضامرة.